# I malcontenti
(I malcontenti)
I malcontenti è un romanzo dello scrittore emiliano Paolo Nori.

## Trama
Lo scrittore quarantenne Bernardo trascorre a Bologna un'esistenza monotona fatta di telefonate agli amici, letture pubbliche dei propri scritti e pomeriggi trascorsi con la figlioletta di quattro anni. La sua routine quotidiana è intaccata dall'arrivo nel condominio in cui abita di due nuovi inquilini: Nina e Giovanni. I due ragazzi, non ancora trentenni, stanno vivendo un momento difficile della loro relazione. Bernardo farà amicizia con loro e sarà spettatore involontario della fine di quell'amore.

## Edizioni
- Paolo Nori, I malcontenti, I ed., Einaudi, 2010,  p. 163, ISBN 978-88-06-20056-5.